# 횡성향교
횡성향교(橫城鄕校)는 대한민국 강원특별자치도 횡성군 횡성읍에 있는 향교이다. 1985년 1월 17일 강원특별자치도의 문화재자료 제100호로 지정되었다.

## 개요
향교는 공자와 여러 성현께 제사를 지내고 지방민의 교육과 교화를 위해 나라에서 세운 교육기관이다. 횡성향교는 조선 태조 7년(1398)에 세웠다고 전하는데, 이후 몇 차례 옮겨 지었다고 한다.
대성전을 제외한 건물과 기타 소장품 및 자료가 한국전쟁으로 모두 없어졌다. 1954년에는 기숙사인 동재·서재를, 1960년에는 강당인 명륜당을 다시 지었다. 현재 남아 있는 건물로는 대성전, 명륜당, 동무, 서무, 동재, 서재 등이다. 대성전에는 공자를 비롯하여 중국과 한국의 성현의 위패를 모시고 있다.
조선시대에는 나라에서 토지와 노비·책 등을 지원받아 학생을 가르쳤으나, 지금은 교육 기능은 없어지고 제사 기능만 남아 있다.

## 참고 자료
- 횡성향교 - 국가유산청 국가유산포털